# Cañete (flod)

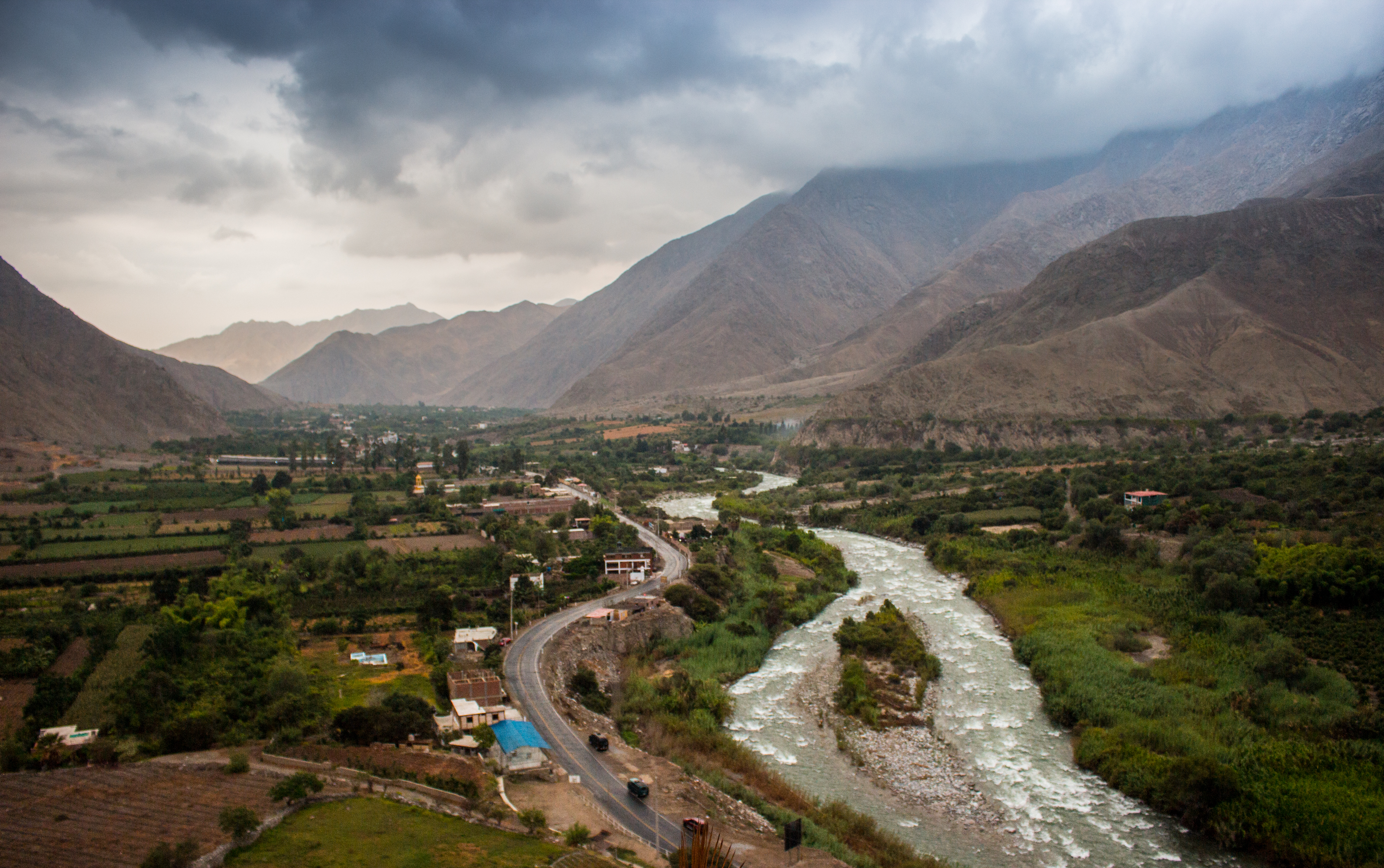
Cañetefloden går förbi Lunaguaná

Cañetefloden (río Cañete eller río Yauyos) är en kort flod som rinner ut i Stilla havet. Den är belägen i centrala delen av Perus kust, i Limadepartementet.

## Avrinning
Administrativt ligger río Cañete i las provinserna Cañete och Yauyos, vilka båda hör till departementet Lima, i Peru. Geografiskt befinner sig floden mellan latituderna 11° 58' och 13° 9' S och longituderna 75° 31' och 76° 31' V.
Río Cañetes flodbäcken har en utsträckning av cirka 6192 km², av vilka 78,4% (4856 km²) är våtmark.
Cañete börjar sitt lopp i sjön Ticllacocha som är belägen vid foten av det snötäckta Ticlla i bergskedjan Pichahuajra, Huáñecdistriktet, i Yauyosprovinsen, i vattendelaren med río Mala. Vattentillgångarna härrör från regn, liksom avrinning från sjöar och avsmältning av glaciärerna, vilka huvudsakligen ligger i norra delen av flodbäckenet och på en höjd av mer än 4 500 meter.
Längden på floden Cañete, mellan dess källa och mynning, är cirka 220 km, vilket ger en genomsnittlig lutning på 2%. Den har dock avsnitt där lutningen är mycket kraftigare, särskilt i den övre delen där den når upp till 8% i delen mellan staden Huancaya och inflödet av Alisfloden.
Floden har sitt namn efter Marqueses de Cañete, Cuenca, Spanien vilka var vicekungar i Peru under andra hälften av 1500-talet.